# I. Theuderik frank király
I. Theuderik (484 – 533 vége) frank király Reimsben 511-től haláláig. Ő volt a legtehetségesebb fivérei közül (akik párhuzamosan uralkodtak vele).
I. Chlodvig törvénytelen fiaként született. Tehetséges katonaként fontos szerepet játszott édesapja vizigótok elleni hadjáratában. Chlodvig halála után fivéreivel felosztották a birodalmat négy részre: Theuderiknek azok az északi földek (a későbbi Austrasia) – a ripuári frankok vidéke – jutottak Metz fővárossal, amelyek a legjobban ki voltak téve a támadásoknak; ezek tengelyében a Rajna állt. 524-ben hadjáratot indított Chlodomer fivérével a burgundiaiak ellen. Chlodomer halála után Theuderik megszerezte az ő királyságának egy részét. 531-ben másik testvérével, Chlotharral leigázta a thüringiaiakat (kiirtotta az ott uralkodó dinasztiát) és átmenetileg a szászokat, 532-ben pedig a vizigótok ellen indítottak közös hadjáratot. Alávetette az alemannokat, s megvédte országát öccsei összeesküvéseitől és cselszövéseitől. A frank politikai irányzatának ő volt az elindítója: a birodalom érdekszférái közé vonta Itáliát, megnyitva ezzel az I. Iusztinianosz bizánci császárral való összeütközéásek sorát. Mint a legtöbb Meroving uralkodó, Theuderik is erőszakos és gátlástalan volt; Chlodvig fiai közül ő bizonyult a legerőteljesebb és a legeredményesebb személyiségnek.

## Gyermekei
- Első feleségétől, Eusterétől,[2] II. Alarik nyugati gót király leányától[2] egy fia született:
  - I. Theudebert[2] (504 – 547 vége)
- Második felesége, Suavegothe,[2] Zsigmond burgund király leánya[2] egy leányt szült férjének:
  - Theodechilde[2] (523 – 563) ∞ 1) Hermegies, Varnes királya;[2] 2) Rodiger, Varnes királya[2]